# Leucodystrophie métachromatique
 Mise en garde médicale
La leucodystrophie métachromatique est une maladie génétique rare et mortelle, qui peut se manifester sous plusieurs formes selon l'âge. C'est la plus fréquente des leucodystrophies causée par la mutation du gène codant l'arylsulfatase A, enzyme qui intervient dans le métabolisme de certaines molécules qui participent à la construction du système nerveux. Ce déficit entraîne une incapacité à cataboliser le cérébroside sulfate. Le cérébroside sulfate est présent dans tout l'organisme mais surtout au niveau du système nerveux central, des reins et des gonades.

## Formes cliniques
Trois sous types de leucodystrophie métachromatique existent : La forme infantile tardive 60 %, la forme juvénile 20 à 30 % et la forme adulte 10 à 20 %. L'âge de survenue de la maladie est habituellement le même dans une famille atteinte. Toutes les formes de cette maladie s'accompagnent de troubles neurologiques sévères et de pertes des fonctions intellectuelles. La durée de la maladie est entre 3 et 10 ans dans la forme infantile tardive et parfois plus de 20 ans dans les autres formes. Le décès est habituellement dû à des infections le plus souvent pulmonaires.
La forme infantile tardive débute entre un an ou deux de vie. Les signes les plus typiques sont des chutes fréquentes, l'apparition d'une maladresse dans les gestes, une déambulation sur les orteils et une désorganisation du langage. Les premiers signes sont neurologiques avec hypotonie et faiblesse musculaire. Les signes les plus tardifs sont une impossibilité de se tenir debout, des troubles de la parole, une dégradation des fonctions intellectuelles une hypertonie musculaire, des douleurs des bras et des jambes, des crises d'épilepsies focales ou généralisées, des troubles de la vue et une diminution de l'audition. Au stade terminal de la maladie, l'enfant est grabataire, présente une hypertonie généralisée, il est aveugle et nourri par sonde gastrique. En l'absence de traitement la durée de vie est de  trois ans mais peut aller jusqu'à dix ans avec une prise en charge agressive.
La forme juvénile commence entre 4 ans et l'adolescence. Les premiers signes sont une diminution des résultats scolaires et des troubles du comportement : maladresse, trouble de l'équilibre, langage inarticulé, incontinence et comportement bizarre. La progression est identique à la forme infantile tardive mais la durée de vie est comprise entre 10 ans  et plus de 20 ans après le diagnostic.
La forme de l'adulte commence après l'adolescence et parfois vers 50 ans. Les premiers signes sont une diminution des résultats scolaires ou des performances professionnelles, des abus d'alcool ou de drogue, des troubles de l'humeur avec gestion inadaptée de l'argent. Parfois les signes neurologiques sont au premier plan avec faiblesse musculaire, des troubles de la coordination des mouvements, l'apparition d'une hypertonie musculaire, d'une incontinence ou de crises d'épilepsie. Une neuropathie périphérique est fréquente. L'évolution de la maladie est variable avec des périodes de stabilité suivies de périodes d'aggravation. Elle peut durer de 20 à 30 ans. Les signes terminaux comprennent une indifférence avec détérioration intellectuelle importante, une incontinence urinaire et fécale, une quadriparésie, une hypertonie généralisée et une perte totale de la vision.
Des cas extrêmement rares sont en rapport avec une atteinte de l'activateur nécessaire à l'action de l'action métabolique de l'arylsulfatase A.

## Diagnostic
La leucodystrophie métachromatique est suspectée chez des individus présentant des signes de détériorations neurologiques avec des signes de leucodystrophie à l'imagerie par résonance magnétique. Le dosage de l'activité enzymatique de l'arylsulfatase A dans les leucocytes inférieure à 10 % oriente vers l'origine de la leucodystrophie. L'existence de pseudo déficit d'arylsulfatase A avec une activité enzymatique comprise entre 5 % et 20 % rend indispensable la pratique d'examens complémentaires comme: recherche de la mutation causale, dosage des sulfatides urinaires ou preuve histologique de dépôt de lipide métachromatique dans le tissu nerveux.

## Prise en charge
Dans la forme infantile tardive, les enfants gardent leur conscience lorsqu'ils ont perdu toute motricité, la parole et même la vue. Il faut que l'entourage leur parle et que les médecins soient conscients que ces patients les comprennent.
Dans les formes juvéniles et adultes, s'ils ne sont pas stimulés, les enfants sombrent dans un état de prostration. Une prise en charge complète : orthophonie, kinésithérapie, psychomotricité, ergothérapie, intégration scolaire, permet de communiquer longtemps avec l'enfant.
Un médicament, le LYBMELDY, a été découvert aux États-Unis, permettant de traiter certaines formes précoces asymptomatiques ou symptomatiques sous certaines conditions, son coût est extrêmement  élevé, (4,25 millions d'euros, ce qui en fait le médicament le plus cher au monde) et en restreint la diffusion.

## Récits sur cette maladie
- Anne-Dauphine Julliand, Deux petits pas sur le sable mouillé, 2011[3].
- Anne-Dauphine Julliand, Une journée particulière, 2013.

## Sources
- (en) Arvan L Fluharty, Arylsulfatase A Deficiency In GeneTests: Medical Genetics Information Resource (database online). Copyright, University of Washington, Seattle. 1993-2006
- (en) Online Mendelian Inheritance in Man, OMIM (TM). Johns Hopkins University, Baltimore, MD. MIM Number:250100
- (fr) Leucodystrophie métachromatique sur Orphanet

1. ↑  « 4,25 millions de dollars la dose : le Lenmeldy décroche la palme du médicament le plus cher du monde », Les Echos,‎ 22 mars 2024 (lire en ligne [archive du 5 avril 2024], consulté le 22 mars 2025)
2. ↑  « LIBMELDY (atidarsagène autotemcel) - Leucodystrophie métachromatique (LDM) », sur Haute Autorité de Santé (consulté le 22 mars 2025)
3. ↑  Anne-Dauphine Julliand la leçon de vie d'une mère Courage sur lejdd.fr